# الجماعة الأوروبية لتبادل المعلومات الإشعاعية الطارئة
الجماعة الأوروبية لتبادل المعلومات الإشعاعية الطارئة هو نظام إبلاغ أوروبي مُبكِّر في حال وقوع طوارئ إشعاعية أو نووية. وتضم الجماعة الأوروبية جميع دول أعضاء الاتحاد الأوروبي، وكذلك سويسرا وجمهورية مقدونيا. كما تم دعوة تركيا وآيسلندا.

## رسائل الجماعة الأوروبية
نظام الجماعة الأوروبية له نوعان من الرسائل:
1. رسالة تنبيه: وهو الإعلام عن حالات الطوارئ الأوروبية للطاقة الذرية.
2. رسالة معلومات: وهو إخطار طوعي لأصغر الأحداث والحوادث.